# September 5 - La diretta che cambiò la storia
September 5 - La diretta che cambiò la storia (September 5) è un film del 2024 diretto da Tim Fehlbaum.
La pellicola ripercorre il massacro di Monaco di Baviera dal punto di vista di una troupe di giornalisti sportivi dell'ABC.

## Trama
Durante le Olimpiadi estive del 1972 a Monaco, la troupe di ABC Sports presiede la copertura dei Giochi vivaci e relativamente privi di eventi. Quando Mark Spitz vince l'oro nella gara di nuoto contro un concorrente della Germania Ovest, il presidente Roone Arledge drammatizza la vittoria inquadrando la reazione del suo antagonista principale e pianificando di introdurre l'argomento dell'Olocausto e della Germania nazista durante un'intervista in diretta con Spitz. Quando Marvin Bader, il responsabile delle operazioni, mette in discussione la decisione, Arledge gli ricorda l'importanza di enfatizzare le emozioni rispetto alla politica per realizzare una trasmissione efficace.
Durante la notte, si sentono degli spari in lontananza. La troupe ascolta le trasmissioni della polizia, aiutata da Marianne, la traduttrice locale della troupe, e gradualmente scopre che è in corso un attacco terroristico: il gruppo militante Settembre Nero è entrato nell'appartamento che ospita la squadra israeliana e ha preso in ostaggio gli atleti, chiedendo il rilascio di centinaia di prigionieri palestinesi. Vedendo l'opportunità di una storia avvincente, Geoffrey Mason, il capo della sala controllo, organizza rapidamente la troupe per concentrarsi sulla crisi degli ostaggi. Insieme ad Arledge, adotta misure pragmatiche per trasformare la storia in un'esperienza avvincente, negoziando fasce orarie più vantaggiose e persino falsificando un documento d'identità in modo che un membro della troupe possa accedere al villaggio olimpico, ora riservato. Sebbene la maggior parte della troupe sia entusiasta e fiduciosa che il conflitto verrà risolto rapidamente e con successo, uno sgomento Bader ricorda a Mason e Arledge che sono in gioco le vite di persone reali e li avverte dell'impatto che potrebbero avere sulla narrazione dei terroristi.
La crisi peggiora a causa di trattative fallite ed errori da parte di una forza di polizia locale impreparata. Innumerevoli stazioni di notizie si contendono le ultime notizie e gli scorci della situazione di stallo, incitando Mason a diventare più competitivo nel coprire la storia. A un certo punto, la troupe si rende conto che i terroristi stanno guardando il loro programma, il che sventa un tentativo di salvataggio. Le forze dell'ordine irrompono nella sala controllo e minacciano la troupe con le armi di interrompere la trasmissione, ma Mason alla fine rifiuta. I terroristi vengono infine trasportati con i loro ostaggi all'aeroporto militare di Fürstenfeldbruck, e Mason vi invia Marianne per la copertura, includendo cinicamente l'attrezzatura audio nel caso in cui si verifichi una sparatoria.
Marianne, all'aeroporto con altre troupe giornalistiche, riferisce a Mason che si dice che gli ostaggi siano liberi, il che è apparentemente confermato da ZDF. Bader chiede a Mason di aspettare a riferire finché le informazioni non saranno confermate, poiché le altre stazioni seguiranno l'esempio, ma Mason non è disposto a perdere lo scoop e fa annunciare la notizia, anche se con l'avvertenza che la conferma non è ufficiale. Bader è furioso ma si placa quando Mason riceve un facsimile ufficiale che riporta una conferma dal cancelliere tedesco. Mentre la troupe festeggia e Mason si dedica alla pianificazione delle interviste con i sopravvissuti, Bader se ne va per festeggiare con Arledge. Mentre guarda un'intervista in diretta televisiva della ABC con Conrad Ahlers, che funge da portavoce del governo tedesco, Ahlers parla della risoluzione della crisi in un ottimistico futuro.
Rendendosi conto che i resoconti ricevuti dallo studio erano tutti errati, un inorridito Bader contatta una fonte interna e scopre che il tentativo di salvataggio è fallito e che tutti gli ostaggi sono stati in realtà assassinati. Risvegliato, Mason fa correggere la trasmissione in diretta da Jim McKay. Arledge lo elogia comunque per l'eccellente lavoro, mentre Marianne si rammarica che altre vite innocenti siano state perse sul suolo tedesco, e lei e innumerevoli altri reporter erano all'aeroporto, concentrati solo a ottenere uno scoop mentre altre vite venivano perse. La troupe torna a casa e, dopo aver chiuso, Mason si sofferma a guardare il bollettino dello studio con le foto delle vittime.
Un epilogo testuale rivela che l'evento è stato il primo in cui un attacco terroristico è stato trasmesso in diretta televisiva ed è stato seguito da un pubblico di circa 900 milioni di persone, rendendolo una delle trasmissioni più viste della storia.

## Promozione
Il primo trailer è stato diffuso il 24 ottobre 2024.

## Distribuzione
Il film è stato presentato in anteprima mondiale il 29 agosto 2024 nella sezione "Orizzonti Extra" della 81ª Mostra internazionale d'arte cinematografica di Venezia. Successivamente è stato distribuito nelle sale statunitensi in distribuzione limitata dal 29 novembre dello stesso anno. Nelle sale italiane è stato distribuito da Eagle Pictures il 13 febbraio 2025.

## Accoglienza

### Incassi
Il film ha incassato 2508723 $ in Nord America e 5729187 $ nel resto del mondo, per un totale di 8237910 $.

### Critica
Su Rotten Tomatoes il 93% dei 201 critici esprime gradimento per il film, su Metacritic il voto medio ponderato di 38 critici è 76/100.

## Riconoscimenti
- 2025 — Premio Oscar
  - Candidatura per la miglior sceneggiatura originale
- 2025 – Golden Globe[8]
  - Candidatura per il miglior film drammatico
- 2024 – Los Angeles Film Critics Association Award[9]
  - Miglior montaggio a Hansjörg Weißbrich
- 2025 – Critics' Choice Awards[10]
  - Candidatura per la migliore sceneggiatura originale a Moritz Binder, Tim Fehlbaum e Alex David
  - Candidatura per il miglior montaggio a Hansjörg Weißbrich
- 2025 – Independent Spirit Awards[11]
  - Candidatura per il miglior montaggio a Hansjörg Weißbrich